# San Cesareo in Palatio
San Cesareo in Palatio ou San Cesareo de Palatio ou ainda São Cesário no Palácio era um oratório localizado no interior do palácio imperial no monte Palatino de Roma, construído no final do século IV, quando, por ordem do imperador Valentiniano III, para ali foram levadas as relíquias dos santos e mártires Cesário de Terracina e Juliano, o Presbítero.

## História
No século VIII, o oratório foi mantido funcionando mesmo depois de o palácio ter sido abandonado por um mosteiro de monges gregos que ainda existia no século XIV. Os restos do oratório foram identificados pelo arqueólogo Alfonso Bartoli em 1907 num dos ambientes do Palácio Augustano no qual foi descoberta uma abside que, na época da descoberta, ainda continha traços de afrescos. O mosteiro provavelmente ficava localizado em algumas das salas da ala ocidental do palácio onde ainda havia um arcossólio e pinturas do século VIII.
No século XVI, o oratório já não existia mais e acabou confundido com a igreja de San Cesareo de Appia, localizado na Via Ápia, o que acabou perpetuando o nome de "São Cesário em Palatio" (San Cesareo in Palatio) como nome de uma das diaconias de Roma (ainda hoje existente), criada em 1517. 
Em 15 de fevereiro de 1145 foi realizada ali a eleição para o trono papal do abade cisterciense Pietro Bernardo dei Paganelli, que assumiu o nome de papa Eugênio III.